# 比利時奧林匹克和聯邦間委員會
比利時奧林匹克和聯邦間委員會（荷蘭語：Belgisch Olympisch en Interfederaal Comité）是比利時的國家奧林匹克委員會。該組織成立於1906年，是國際奧林匹克委員會和歐洲奧林匹克委員會的成員。1900年，首次派員參加在法國巴黎舉行的夏季奧運會。
現時，比利時奧林匹克和聯邦間委員會的總部設在首都布魯塞爾，主席是Philippe Vander Putten，他於2013年上任。

## 資料來源
1. ↑  .   [2014-05-20]. （原始内容存档于2012-07-05）.